# 6133 Royaldutchastro
A 6133 Royaldutchastro (ideiglenes jelöléssel (6133) 1990 RC3) a Naprendszer kisbolygóövében található aszteroida. Henry Holt fedezte fel 1990. szeptember 14-én.